# دن ایریمیکییوک
دن ایریمیکییوک (انگلیسی: Dan Irimiciuc؛ زادهٔ ۹ مهٔ ۱۹۴۹) ورزشکار شمشیربازی اهل رومانی است.
وی در مسابقات کشوری و بین‌المللی در مجموع برندهٔ ۲ مدال نقره، ۲ مدال برنز شده‌است.